# Horcas
Horcas es una banda argentina de thrash metal creada en 1988 por Osvaldo Civile, exguitarrista de V8. Después de salir de V8 en 1985, e impresionado por la nueva generación de bandas de thrash metal influenciadas por Metallica, Civile se dispuso a armar un nuevo grupo en esa línea.
Desde su formación a fines de los años 1980 y a la muerte de Civile en 1999 por razones no esclarecidas, la banda ha cambiado su formación constantemente, tal que en la actualidad ya no cuenta con ninguno de sus miembros originales. Su música pertenece a los estilos del heavy metal, thrash metal y groove metal.

## Historia

### Primeros años
Tras la separación de Osvaldo Civile de V8 y de regreso al país durante el primer semestre de 1985, luego de unos meses en Brasil, éste se dedica a darle forma al proyecto musical que ya estaba en su cabeza y al que llamó Horcas (nombre elegido "porque estamos todos con la soga al cuello").
Durante el tiempo que estuvo en Brasil, Civile escuchó por primera vez «Ride the Lightning» de Metallica y decidió que su nueva banda debía seguir ese sonido.
El proyecto original de Civile, incluía a Rodolfo Cava un cantante que se probó en Rata Blanca y a su compañero en V8, Gustavo Rowek en batería, pero desmotivado por las constantes postergaciones, Rowek decidió aceptar el ofrecimiento de otro ex V8, Walter Giardino, para formar parte de su nuevo proyecto, Rata Blanca. Es entonces que Civile convoca a Sergio Cives, miembro fundador de Metallian y exvocalista de Ziklon B, junto a sus compañeros de banda Gustavo El Oso en batería y Silvio Salerno en guitarra, ambos oriundos de la localidad de San Justo. Silvio tocó también Ziklon B y era lutier de guitarras.
Al no prosperar el proyecto, Civile entre los meses de septiembre y octubre de 1985, recluta la que sería la primera formación de Horcas con Silvio Salerno en guitarra, Marcelo Dogo Peruzzo en bajo y Gabriel Ganzo González en batería. En esos momentos los ensayos se realizaban en la casa de Peruzzo en la ciudad de Olivos, Vicente López, una vez por semana mientras se probaban vocalistas. Al poco tiempo el elegido resultó ser Hugo Benítez (ex Bloke, Letal y Legión).
En el año 1987, Horcas graba su primer demo, grabada en cuatro canales en un estudio casero de un amigo de Osvaldo llamado: Carlos "El Lagarto" Ramos que contenía las canciones: «Mentes perversas», «Reinará la tempestad», «Cosas enfermas» y «Ardiendo en llamas».

### 1988 - 1990 - Reinará la Tempestad
El debut en vivo de Horcas, se produce en Midnight (Rafael Castillo) en noviembre de 1987 y el segundo show fue en la Sociedad Japonesa de Rosario (Provincia de Santa Fe ante más de 600 personas. De todos modos, el grupo pudo llegar a tocar sólo tres canciones, debido a numerosos disturbios entre el público.
A los pocos días la banda tocaría por primera vez en Buenos Aires en Helloween, un videobar de la localidad de San Martín. Es antes de esa fecha que se produce el primer cambio en la alineación con el ingreso de Walter "Terense" Jelenic que venía de tocar en Ness y Kirel y entra en reemplazo de Peruzzo.
Durante 1989 y luego de algunas presentaciones más, se desvinculan Silvio Salerno y Jelenic, siendo reemplazados por Eddie Walker y Adrián Zucchi (ex Motor V y Trask) respectivamente.
En 1990, Horcas consigue su primer contrato discográfico con el sello independiente Radio Trípoli, y ya como cuarteto tras el alejamiento de Zucchi que igual graba la guitarra de referencia del disco, graba su álbum debut Reinará la tempestad.

### 1991 - 1996 - Oíd Mortales el Grito Sangrado

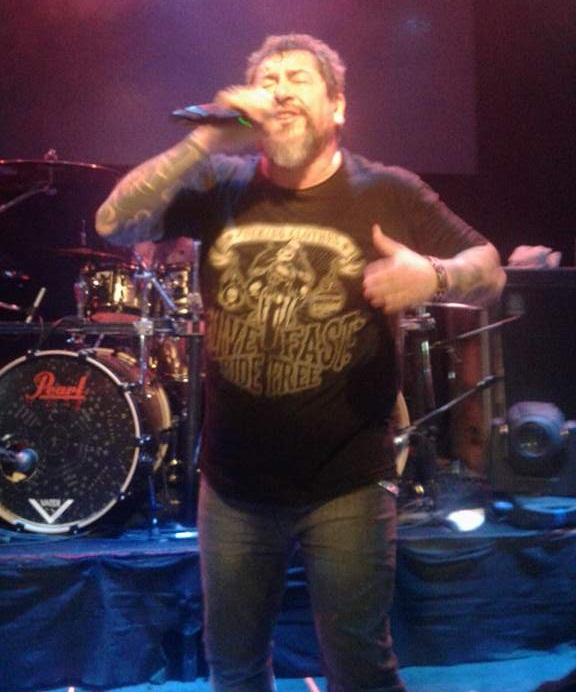
Walter Meza, entró como vocalista en 1997.

En 1991 Eddie Walker abandona la banda y lo reemplaza el bajista actual, Norberto Topo Yáñez, mientras que ingresa en segunda guitarra el ex Legión, Azatoth y Lethal Óscar Castro. a mediados del 91, la banda telonea a los brasileros Ratos de Porao en su segunda visita al país, ya Con esta formación Horcas publica en 1992 su segundo álbum Oíd mortales el grito sangrado y multiplica sus presentaciones en vivo por el circuito de Capital y Gran Buenos Aires. También en el 92, la banda telonea a los alemanes Kreator en su primera visita al país.
En 1993 abren el show de Metallica en el estadio de Vélez Sársfield ante 50.000 personas, y posteriormente telonean a Motörhead y Exodus en sus fechas en Argentina. Sin embargo, pronto empiezan a surgir problemas internos entre los integrantes del grupo retirándose "Ganso" y Castro debido a diferencias con los manejos de la productora de sus shows :Narvax. Un par de años más adelante se iría Hugo Benítez por el mismo motivo.
Para peor, surgen graves problemas entre Horcas y la productora Narvax, por lo que la banda se ve impedida de grabar durante cinco años. Esta situación perjudicó seriamente su crecimiento. Por eso interviene Roberto el dueño de la sala "La Cripta" que consigue la titularidad del nombre y los empieza a manejar con mayor profesionalismo sumándose Marcelo Cabuli del sello Nems.
En 1994 y 1995 respectivamente, los actuales integrantes, Sebastián Coria y Guillermo De Lucca se incorporan a la banda y en 1996 hace lo propio el cantante Christian Bertoncelli. Ese año Horcas es invitado a formar parte del festival itinerante Metal Rock Festival I que recorre todo el país y culmina con un concierto en el estadio Obras para 6.000 personas. El festival es encabezado por Rata Blanca, Logos y Horcas, bandas en las que participaban varios ex V8. El concierto tuvo como broche de oro la reunión de la pionera banda argentina de Heavy metal V8. Osvaldo Civile, Gustavo Rowek y Alberto Zamarbide fueron acompañados por Miguel Roldán, ex V8, quien reemplazó en el bajo a Ricardo Iorio, el único integrante original ausente que se negó a participar de esta reunión.
En 1997, con el agregado de Walter Meza cantante de metal, en voz reemplazando a Christian Bertoncelli, quien se había retirado para armar su propio proyecto, Horcas finalmente entra a grabar su largamente esperado tercer disco Vence, Ese mismo año telonean a la banda finlandesa Stratovarius.
En 1998 Horcas encabeza la segunda edición del Metal Rock Festival y participa con el tema «Gritos en tu interior» del CD “Metal Rock Festival II”. Ese mismo año además, abren los shows de Pantera en Parque Sarmiento, telonean a los brasileños Angra en cemento y participan del American Thrash Festival junto a los chilenos Criminal y los norteamericanos Exodus.

### 1999: y la muerte deOsvaldo Civile
A principios de 1999 Horcas entra a estudios a grabar su cuarto álbum Eternos, que se transformaría en la última grabación de Osvaldo Civile. El 24 de abril de 1999, Osvaldo se presenta por última vez en vivo en el local El Duende, del barrio de Flores. Cuatro días después, el 28 de abril, Osvaldo es encontrado en la casa que compartía con su última novia Karina con un tiro en el pecho. La causa de su muerte no fue definitivamente esclarecida.

### 1999 - 2004: Horcas vive
Los restantes miembros de la banda, enfrentan con el dilema de continuar con la banda o no. Finalmente se decidió continuar con en nombre de "Horcas".La banda entonces alistó al guitarrista Gabriel Lis, tocan en la cuarta edición del Metal Rock Festival junto a los españoles Barón Rojo y salen en su primera gira internacional que incluyó México, Bolivia, Uruguay y Brasil para promover Eternos. en el año 2001 telonean a la banda brasileña Sepultura en el Estadio Obras
En 2002, Horcas están firmados por el sello indie El Pie Registros y grabar su quinto álbum de estudio, el primero sin Osvaldo Civile. El álbum llamado simplemente Horcas es muy bien recibido tanto por la crítica y los fanes y los rendimientos de clásicos instantáneos como las canciones «Esperanza y Reacción». Al año siguiente, la banda lanzará su primer álbum en vivo Vive, registrada el 13 de septiembre de 2003 durante un concierto con entradas agotadas en Hangar en Buenos Aires.
El año 2004, será un punto de inflexión en la carrera Horcas. El año comienza con la apertura de la banda Iron Maiden, en el estadio de Vélez Sarsfield en Buenos Aires, para un público de 40 mil personas. Poco después, cambian la gestión y la gira se hace más extensa a escala nacional y comienza a incluir fechas internacionales sobre una base normal. El 18 de noviembre de ese mismo año, Horcas edita la placa titulada Demencial, su último álbum para el sello "El Pie Records". El álbum, que inaugura una era de experimentación para la banda, en la que trabajan con afinaciones más bajas y nuevos sonidos, recibió excelentes críticas y una reacción mixta de su base de fanes, que no obstante se mantuvo leal por su mayor parte.
Durante la "Demencial Tour", que comenzó el 18 de diciembre de 2004 en Buenos Aires, en un lleno en El Teatro, Horcas gira por Argentina, Ecuador, Venezuela, Uruguay y Colombia, donde fueron cabeza de cartel de la segunda etapa en el Festival Rock al Parque en Bogotá el 14 de octubre de 2006. También por primera vez en su carrera que realizan fuera de Iberoamérica: el 30 de abril de 2006, Horcas se presentó en el Festival Viña Rock, en España.

### 2006 - 2008: Asesino
En 2006, Horcas firman con los sellos por SoyRock/TockaDiscos y Sony BMG, su primer contrato con una de las discográficas más importantes.En septiembre de ese año,telonean a Slayer en el estadio obras. En virtud de este acuerdo, editan el 26 de octubre de 2006, su octavo álbum titulado Asesino, que da un paso más experimentación. Este álbum tiene un tono significativamente más oscuro que cualquiera de sus predecesores y recibió críticas mixtas. Sin embargo, el "Asesino Tour" 2007-2008 tuvo un gran éxito con casi 100 fechas que incluyeron una ranura en el festival Vive Latino en Santiago de Chile, realizado el 15 de abril de 2007 y la apertura de los shows de Soulfly en abril de 2007, Megadeth en mayo de 2008 y Joey Belladonna en julio de ese mismo año

### 2008 - 2011- Reviviendo huestes y 20 aniversario
El 16 de octubre de 2008, Horcas lanzó su noveno álbum, titulado Reviviendo huestes. Con un título que recuerda el nombre de la canción «Reviviendo las huestes», incluida en su primer álbum, Horcas parecía sugerir un retorno a sus raíces. Sin embargo, el álbum no abandona por completo la experimentación, sino que vuelve a visitar el pasado a través de una lente hacia el presente. La prueba es la regrabación de su clásico «Solución suicida» que cierra el álbum.
Durante 2009 y 2010, Horcas golpeó el camino con el "RH Tour", que incluyó la apertura de conciertos de Iron Maiden el 28 de marzo de 2009 en el estadio de Vélez Sarsfield, para un público de 40.000 personas y de Metallica, el 21 de enero de 2010, en el estadio de River Plate, para una multitud de 60.000 personas. El 15 de mayo de 2010, Horcas registró su décimo álbum y primer DVD en vivo en un teatro del barrio de Colegiales, con entradas agotadas en Buenos Aires, como parte de una serie de eventos que tendrán lugar durante el año 2010 en la celebración de su 20 aniversario. El 6 de diciembre de 2010, Horcas lanzó su décimo álbum y primer DVD bajo el título de La Maldición Continúa. El comunicado está disponible en dos formatos: estándar (sólo CD) y Full (CD + DVD). A partir de comienzos de 2011 Horcas están en el camino con su nuevo "Maldición Tour".

### 2012 - 2015 - Salida de Lis, Vencer Tour y Por tu honor
En 2012, Gabriel Lis dejó la banda y fue reemplazado por Lucas Simcic, guitarrista actual de la agrupación. En 2013, realizan el "Vencer Tour", donde interpretan dos discos emblemáticos de su carrera: Vence y Eternos. El 6 de octubre, abren el concierto de Black Sabbath y Megadeth en el Estadio Único de La Plata, ante miles de personas. A fines de noviembre, sale al mercado Por tu honor, su nuevo disco de estudio constituido por once potentes canciones, con líneas de voz algo más melódicas, sin perder la fuerza de Horcas. El primer corte de difusión de este material, se titula «Cazador».

### 2016 - 2019 - Rebelión Tour, Salida de DeLucca y nuevo álbum con Mariano Elias Martin
En febrero Horcas anuncia el "Rebelión Tour", el cual termina a finales de junio del corriente año. A fines de la gira Guillermo de Lucca, baterista de la banda, es reemplazado por Mariano Elías Martín (baterista de Mastifal). Tras la gira, la banda se apresta a grabar su próximo trabajo discográfico, que esperan sacar antes de terminar el año.,en septiembre de 2019, telonean a Slayer en su último show en Argentina,en el mítico estadio Luna Park.

### 2020-presente - Salida de Martin y Simcic
Durante el 2020 por causa de la cuarentena preventiva por COVID-19, Horcas registra escasa actividad en vivo. Sin embargo la banda sufre una baja, Mariano Elías Martin baterista anuncia su alejamiento de la banda por problemas de salud y para dedicar tiempo a su familia. Inmediatamente se anuncia su reemplazo Cristian Romero baterista de la banda Morthifera. En 2021 luego de algunas presentaciones con un público limitado Lucas Simcic, guitarrista de la banda desde 2012 decide abandonar la banda para continuar con otros proyectos. Es sustituido por el guitarrista de Morthifera, Lucas Bravo. En diciembre de 2022 telonean a Judas Priest y en abril de 2023 participan como la única banda argentina en el festival Masters of Rock junto a grupos como Helloween,Deep Purple, Scorpions y Kiss

## Después de Horcas
Hugo Benítez armó Metralla, Rabia, Existencia y Reinará la tempestad y "Ganzo" pasó por Murdock en los 80 y los 90 por Res.ca.te., editando dos canciones en el compilado "La Furia rec." y tocando en Razones Conscientes, Rabia, Existencia, Reinará la tempestad y actualmente en el proyecto Hugo.
Óscar Castro (guitarra) reside en Mar del Plata y participó en el 2018 en Uni Club en el show aniversario de Lethal. Tiene su banda Chrisma y se presentará con Spataro el 18 de mayo en 27 Bar.
Bertoncelli reunió Imperio en el 2019 y continúa con su proyecto.
Hugo editará el disco en vivo "Volumen Vivo" por el sello Pacheco Records y un álbum en estudio durante el 2019 junto a Adrián Zucchi (guitarra), Gabriel "Ganzo" González (batería), Manta (bajo) y Hugo Benítez en la voz. Hugo ha sido portada del fanzine Metálica de la edición de abril de 2019 y se presta a brindar un show en Temperley el sábado 27 de abril conmemorando 20 años de la partida de Civile y se esperan shows en Cap. Fed como Museo Rock soporte de Skull Fist y otras fechasy agregando o shows en todo Buenos Aires y el interior logrando sumar al legado de su líder Osvaldo Civile que fue el ideólogo de todos.

## Estilo musical e influencias
La banda toca estilos como el Thrash metal, speed metal, heavy metal y groove metal. Sebastián Coria menciona como sus 3 influencias más grandes a Kiss, Black Sabbath y Metallica.

## Miembros
- Norberto Yáñez - Bajo (1991 - presente)
- Sebastián Coria - Guitarra (1994-presente)
- Walter Meza - Voz (1997-presente)
- Lucas Bravo - Guitarra (2021-presente)
- Cristian Romero - Batería (2020-presente)

### Antiguos miembros
- Osvaldo Civile - Guitarra líder (1986-1999)
- Gabriel Lis - Guitarra líder (1999-2012)
- Lucas Simcic - Guitarra líder (2012-2021)
- Óscar Castro - Guitarra (1991 - 1993)
- Adrián Zucchi - Guitarra (1988 - 1989)
- Mariano Elías Martín - Batería (2016 - 2020)
- Guillermo de Lucca - Batería (1995 - 2016)
- Marcelo "Puppi" Bartolozzi - Batería (1994 - 1995)
- Gabriel Ganzo - Batería (1988 - 1993)
- Hugo Benítez - Voz (1987 - 1993)
- Christian Bertoncelli - Voz (1995 - 1996)
- Walter Acosta - Voz (1997)
- Carlos Perigo - Voz (1986)
- Sergio Cives - Voz / Bajo (1986 - 1987)
- Eddie Walker - Bajo (1989 - 1991)
- Silvio Salerno - Guitarra (1987 - 1988)
- Marcelo Dogo - Bajo (1987 - 1988)
- Walter Jelenic - Bajo (1988 - 1989)

## Discografía

### Discos de estudio
- Reinará la tempestad - (1990)
- Oíd mortales el grito sangrado - (1992)
- Vence - (1997)
- Eternos - (1999)
- Horcas - (2002)
- Demencial - (2004)
- Asesino - (2006)
- Reviviendo huestes - (2008)
- Por tu honor - (2013)
- Gritando verdades - (2018)
- El Diablo - (2024)

### Discos en vivo
- Vive - (2003)
- La maldición continúa - (2010)